# Cristo dos Cumes

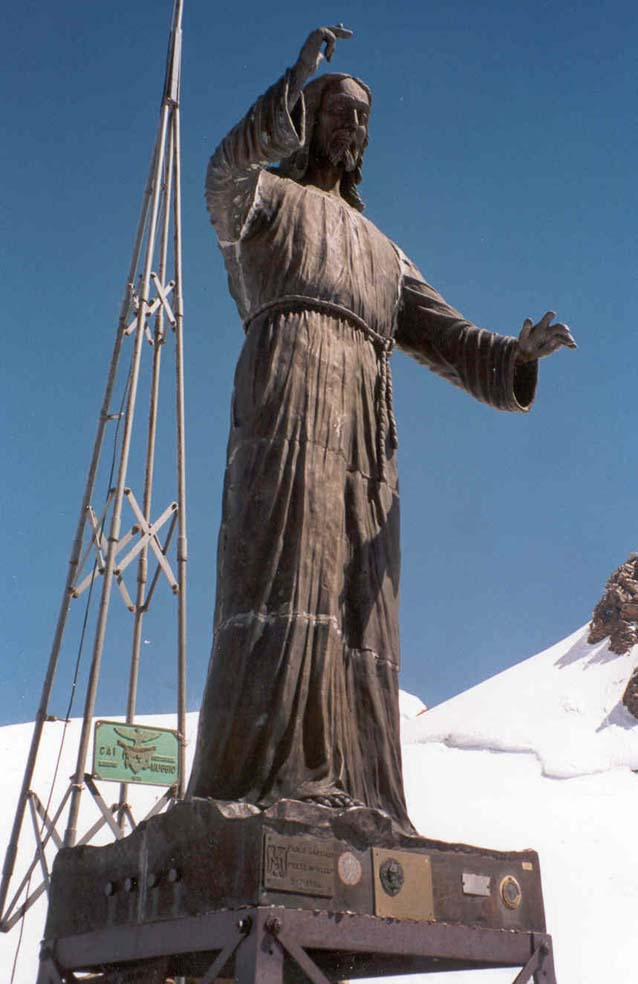
Cristo dos Cumes ou Cimos

Cristo dos Cumes ou Cristo dos Cimos (em francês:  Christ des sommets - em italiano:  Il Cristo delle vette) é a estátua de Jesus Cristo que se encontra a 4 167 m de altitude no cimo do Balmenhorn que fica entre o Piemonte e o Vale de Aosta da Itália de um lado e do outro o cantão do Valais, Suíça.

## História
Realizada pelo escultor de Turin Alfredo Bai, resistente italiano da Segunda Guerra Mundial e que jura esculpi-la e  a levar ao cimo em caso de vitória.
Com o fim da guerra, funde 11 peças que monta com a ajuda de alpinistas e de guia de montanha. A estátua que terminada tem mais de quatro metros de altura foi inaugurada a 4 de Setembro de 1955.
Situada nos dos picos do Monte Rosa e vista de longe à volta, fica junto ao bivouac Felice Giordano, e é distintamente visível da cabane Giovanni Gnifetti ou da cabane Reine Marguerite.